# Calanus chilensis
Calanus chilensis is een eenoogkreeftjessoort uit de familie van de Calanidae. De wetenschappelijke naam van de soort is voor het eerst geldig gepubliceerd in 1959 door Brodsky.